# Scorpio punicus
Espèce
Synonymes
- Scorpio maurus tunetanus Birula, 1910 nec Herbst, 1800
- Scorpio maurus punicus Fet, 2000

Scorpio punicus est une espèce de scorpions de la famille des Scorpionidae.

## Distribution
Cette espèce se rencontre en Tunisie et dans le Nord de l'Algérie.

## Description
Le mâle syntype mesure 68,5 mm et la femelle syntype 67,5 mm.

## Systématique et taxinomie
Cette espèce a été décrite sous le protonyme Scorpio maurus tunetanus par Birula en 1910. Ce nom étant préoccupé par Scorpio tunetanus Herbst, 1800, elle est renommée par Fet en 2000. Elle est élevée au rang d'espèce par Lourenço en 2009.

## Étymologie
Son nom d'espèce lui a été donné en référence au lieu de sa découverte, Carthage, centre de la civilisation punique.

## Publications originales
- Fet, 2000 : Catalog of the scorpions of the world (1758-1998). New York Entomological Society, New York, p. 1-690.
- Birula, 1910 : « Ueber Scorpio maurus Linné und seine Unterarten. » Horae Societatis Entomologicae Rossicae, vol. 39, p. 115-192 (texte intégral).